# レスリー・マーティン
サー・ジョン・レスリー・マーティン（Leslie Martin、1908年8月17日 - 2000年7月28日）は、イギリス・マンチェスター出身の建築家。KBE。国際的なスタイルの主要な提唱者。

## 人物
ロイヤル・フェスティバル・ホールは、マーティンの最も有名な代表作。マーティンの仕事は特にアルヴァ・アールトに影響を受けている。 
マンチェスター大学を卒業後にハル大学で教鞭をとっていたが、1937年ベン・ニコルソンとナウム・ガボらとジャーナルサークルで前衛的な抽象的な芸術と建築を共同編集していた。
第二次世界大戦中に、鉄道駅を爆弾破損に対処すべく再構築を監督する国有鉄道会社に採用された。ここではマーティンは建設を迅速化するために、事前製造された部材デザインを開発担当した。
戦後はロンドンカウンティ協議会が、1948年にヒューキャッソンでの設計チームをリードするために彼をチーフとして雇用した。こうしてロイヤルフェスティバルホールの最も権威のある建築プロジェクト担当に抜擢。
彼の功績で、知られているのは1953年にロンドンカウンティ協議会LCCのチーフアーキテクトを担当し、新たな若い建築家を重用した。こうして、彼の元でコリン・セントジョン・ウィルソン、ジェームズ・スターリング、そしてアリソンとピーター・スミッソンらが活躍。ブランズウィックセンターを最初に関与していたパトリック・ホジキンソンとで計画をすすめた。複合用途開発の早い段階で実験とブルームズベリーを部分的に完了した。
1950年代にはまた、マーティンによって設計されたブリクストン・南ロンドンのラフバラエステート、の完成をみる。 
1956年からマーティンは、コリン・セントジョン・ウィルソンをアシスタントにケンブリッジ大学の建築学専攻の長となる。ウィルソンとマーティンは、 オックスフォード大学ゴンとキーズ・カレッジのために居住地、ハーヴェイ裁判所のホールを含むウィリアム・ストーン・ビルディングのためのピーターハウスのために、セントクロス・教員ライブラリ、聖十字架の道、学術の建物をいずれも最も重要なレンガの例剛健なもので完成させる。
1960年代に英国政府は、セント・ジェームズ・パークやロンドンのテムズ川の堤防間の領域の解体と再開発のための計画をマーティンに委託。これは、ヴィクトリア朝やエドワード朝の役所はほとんどの取り壊し（外務省、連邦省、古いホームオフィスなど）が発生し、有名なイニゴー・ジョーンズ設計のホワイトホールを残し交通島と事務所の中庭の中央にある元スコットランドヤードの建物を包む宴会ホールその他の解体を予定していた。
計画は、特に公共と保全グループ、ヴィクトリア朝の社会からの決定に反対に会って、その実装が遅れていた。ヒースの政府は、最終的には正式に1971年にサー・レスリーの計画を断念した。 既存の建物は、その後復元され、一般に公開された。 
このほか、レスター大学キャンパス建設ではマスタープランナーを務めた。晩年のプロジェクトの一つは、ベン・ニコルソン、バーバラ・ヘップワースなどの作品を収容するアートギャラリーの拡張であった。 
マーティンはまた、カンブリア州ブランプトンでモダニズムの家Brackenfell（現在グレードIIに記載されている）を担当している。テキスタイルデザイナーやアーティストのアラステア・モートン、エディンバラウィーバーのMDのために建てられ、インテリア配色は、評判のベン・ニコルソンやウィニフレッド・ロバーツによって設計されている。カーライルの伯爵の娘と結婚したときに、地方に住んでいたが、バーバラ・ヘップワースによる小さな大理石の彫刻や絵画を収容したが、これは戦争での破壊が脅かされて、モンドリアン・ウィニとフレッド・ニコルソンによって、フランスへ救出されていたものであった。 

## 参照
1. ↑  K. Placzek・ アドルフ、建築家のマクミラン事典誌、Vol.4、フリープレス1982、 ISBN 0-02-925000-5,  ISBN 978-0-02-925000-6, P.112
2. ↑  http://www.admin.cam.ac.uk/reporter/1999-2000/weekly/5819/32.html
3. ↑  ハサン・ウッディンカーン、 国際スタイル：1925年から1965年にモダニズム建築, ケルン：タッシェン1998年、P. 230
4. ↑  "卿レスリー・マーティン". ガーディアン紙。 2000年8月2日。 2012年7月15日閲覧。
5. ↑  "ナウムガボ-バイオ". 2012年7月15日閲覧
6. ↑  "アーサージャクソンヘップワース". 2012年7月15日閲覧
7. ↑  "卿レスリー・マーティン". テレグラフ新聞。 2000年8月1日。 2012年7月15日閲覧